# Capellen (plaats)
Capellen (Luxemburgs en Duits: Capellen) is een plaats in de gemeente Mamer en het kanton Capellen in Luxemburg.
Capellen telt 1304 inwoners (2001).

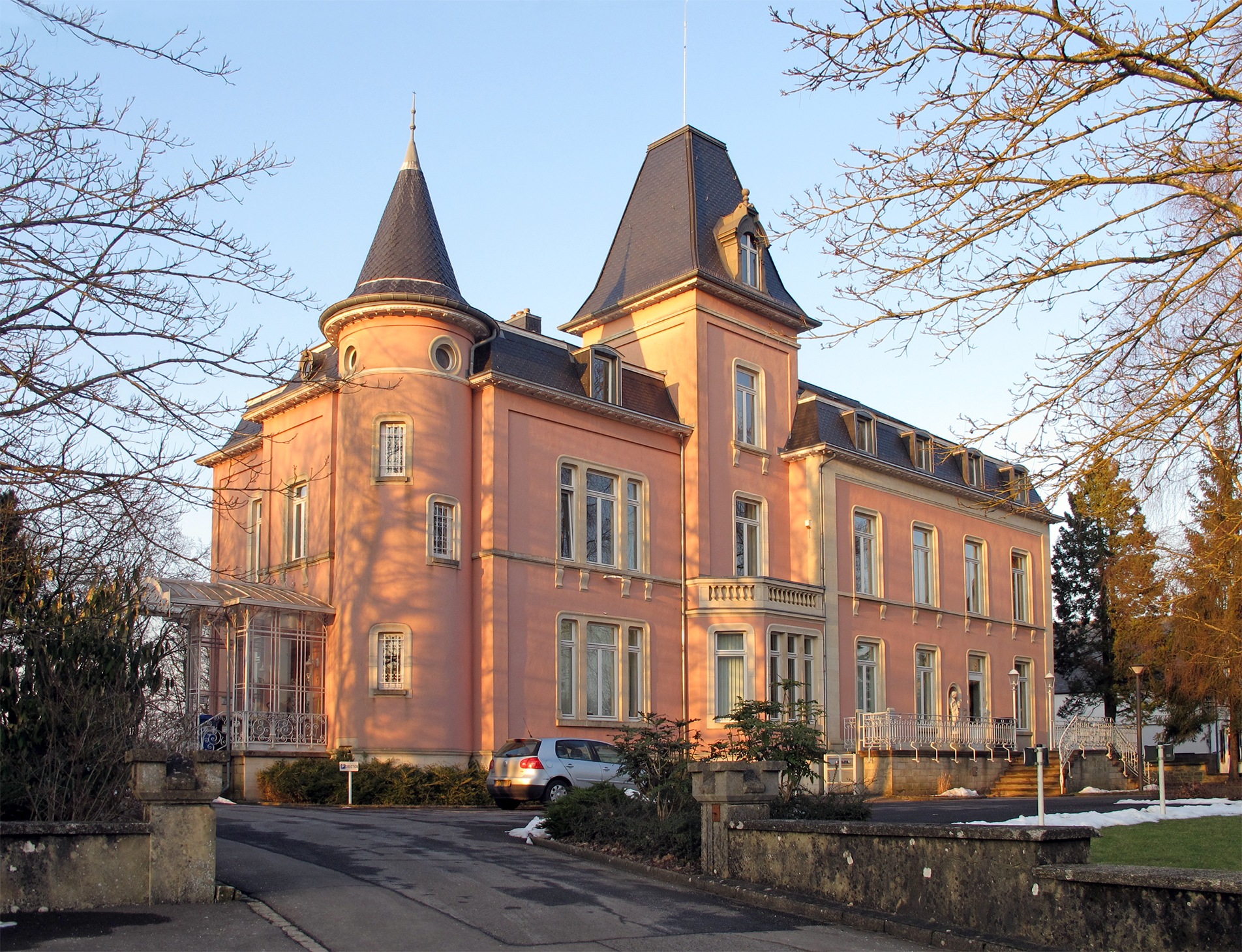
Ziekenhuis
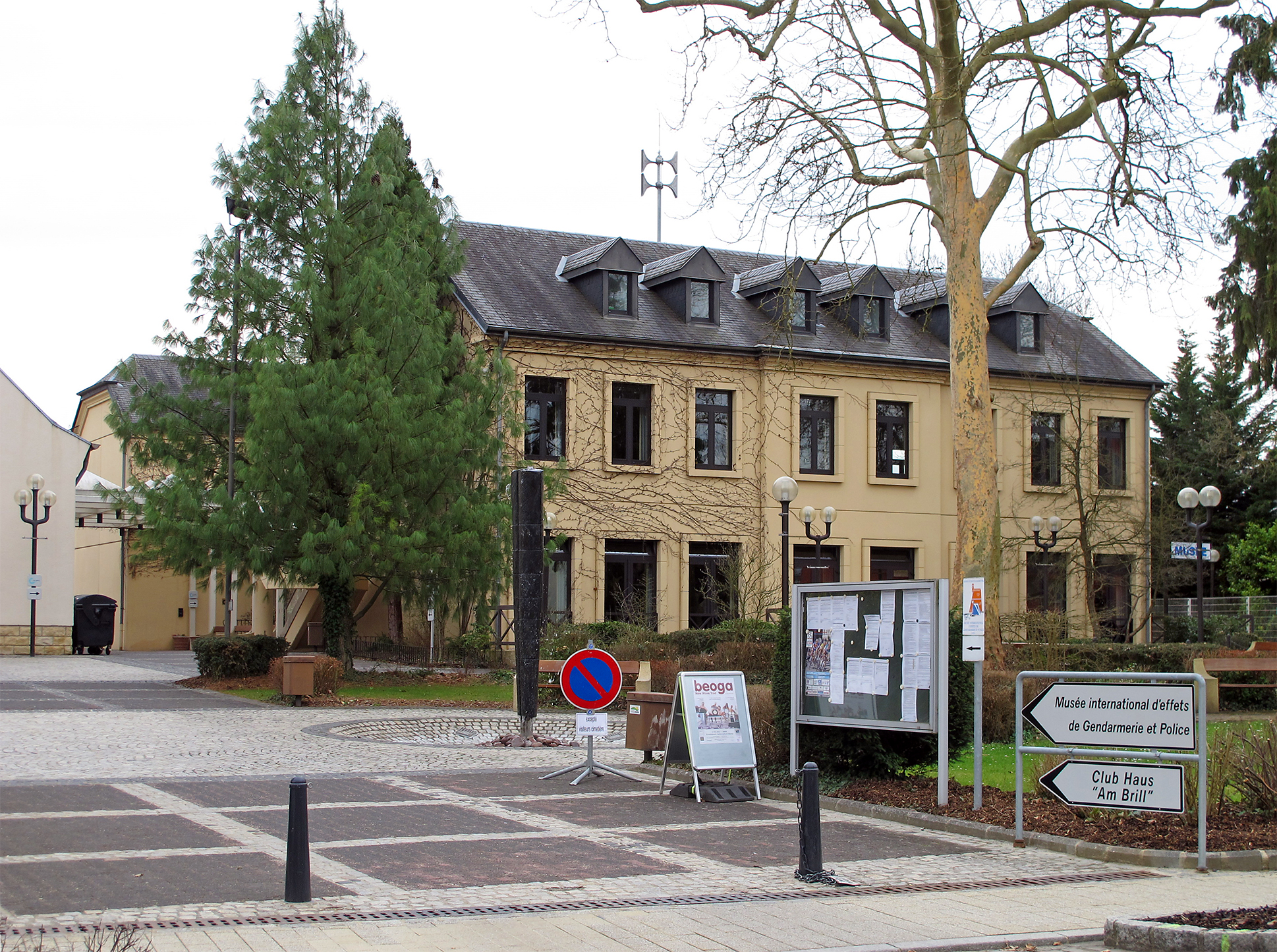
Cultuurcentrum